# Los Calis
Los Calis es un grupo musical español, de estilo flamenco rumbero (del subgénero de la rumba vallecana). Inicialmente formado por José Hernández, José Luis Jiménez y Eduardo García, tuvo cierto éxito comercial con su disco de 1986 ...de la alegría, que incluía su canción más conocida y una de las más destacadas del estilo, «Heroína».
Como el resto de representantes del subgénero (Los Chichos, Los Chunguitos), Los Calis incidían en sus letras en la situación social que soportaba la comunidad gitana en los barrios del extrarradio de las grandes ciudades españolas durante los últimos años 70 y la década de los 80. Los altos índices de delincuencia y cárcel, la droga o la inseguridad eran algunos de sus temas, así como el tema amoroso.

## Trayectoria
Inicialmente formado por tres vendedores ambulantes de fruta, del Pozo del Tío Raimundo, José Hernández, José Luis Jiménez y Eduardo García, Los Calis fueron obteniendo cierto éxito comercial fuera de los circuitos musicales, al rebufo del obtenido por otros grupos como Los Chichos o Los Chunguitos. Su estilo musical coincidía con el de aquellos, excepto en el hecho de incluir guitarras eléctricas.
Su discografía dejaría una canción especialmente conocida como referente de ese mundo marginal que encontraba poco reflejo en la música comercial, y que supondría su mayor éxito. «Heroína» ha sido incluida en diversos recopilatorios y versionada por diversos grupos, incluso alejados del mundo del flamenco o la rumba, tales como La Fuga o Kaos Etiliko. Los Calis también han sido citados como referentes por músicos como Lichis, de La Cabra Mecánica.
El grupo continúa nominalmente en activo, aun tras la sustitución de dos de sus miembros originales y la falta de éxito posterior a aquel primer disco. Actualmente forman el grupo José Ricardo Iglesias, Antonio Hernández y José Hernández.

## Discografía
- ...de la alegría (Fonomusic, 1986)[6]
- ...de la libertad (Fonomusic, 1987)
- Amigos de cartón (Fonomusic, 1988)
- Un nuevo camino (Fonomusic, 1989)
- Amándote (Fonomusic, 1990)
- Pensando en ti (Fonomusic, 1991)[7]
- No te vayas nunca (Fonomusic, 1992)
- Una dulce locura (Fonomusic, 1993)
- Vuelve Un Mito (Producciones Ar, 2013)

Recopilatorios:
- Una paloma blanca (Fonomusic, 2000)
- 20 grandes éxitos (Fonomusic, 2003)
- Todos sus éxitos (Dro Atlantic, 2006)